# Bárboles
Bárboles là một đô thị ở tỉnh Zaragoza, Aragon, Tây Ban Nha. Theo điều tra dân số 2004 của Viện thống kê Tây Ban Nha (INE), đô thị này có dân số là 318 người. Diện tích đô thị này là 15 ki-lô-mét vuông. Đô thị này nằm ở độ cao 259 m trên mực nước biển.
Các đô thị giáp ranh: Pinseque, Grisén, Pedrola, Pleitas, Bardallur và Zaragoza.

## Biến động dân số
| 1991 | 1996 | 2001 | 2004 |
| ---- | ---- | ---- | ---- |
| 355  | 317  | 315  | 318  |